# No. 1 In Heaven
No. 1 In Heaven är ett musikalbum av Sparks. Albumet släpptes i september 1979. Sparks hade inte haft någon framgång med sina två senaste album och beslöt att rikta in sig på discomusik på det här albumet. Man kontaktade också Giorgio Moroder som kom att producera skivan. Från albumet släpptes singlarna "The Number One Song In Heaven" och "Beat the Clock" vilket gav gruppen större hits, något de inte haft sedan 1975 med "Looks, Looks, Looks".

## Låtlista
1. "Tryouts for the Human Race"
2. "Academy Award Performance"
3. "La Dolce Vita"
4. "Beat the Clock"
5. "My Other Voice"
6. "The Number One Song In Heaven"

## Listplaceringar
- Topplistan, Sverige: #43[1]